# リバース〜警視庁捜査一課チームZ〜
『リバース〜警視庁捜査一課チームZ〜』（リバース・けいしちょうそうさいっかチームゼット）は、2013年4月5日21時 - 22時54分に日本テレビ系で放送された日本の単発スペシャルテレビドラマである。『金曜ロードSHOW!』で放送された特別ドラマ企画の第3作。視聴率は14.6%。

## 概要
警視庁捜査一課に新設された特殊部隊「チームZ」の刑事たちが、「ばくだん星人」と名乗る爆弾魔と、緻密で巧妙な攻防戦を繰り広げるサスペンスアクション。
当初は2013年1月25日に放送される予定だったが、急遽延期されて映画『書道ガールズ!! わたしたちの甲子園』に差し替えとなった。延期の理由として、日本テレビ総合広報部は「この時期に放送するにはふさわしくない内容が含まれていたため」と説明しており、ドラマの一部のシーンが同年1月16日に発生したアルジェリア人質事件を想起させる可能性があると判断したためとみられている。このため、当初は特別ドラマ企画の第3作として予定されていた同年3月1日放送の『チープ・フライト』が、先に第2作として放送された。

## キャスト

### チームZ
- 江上 亨 - 松坂桃李
- 佐野 希 - 杏
- 三島 治夫 - 六平直政
- 沢渡 玲子 - 笛木優子
- 小早川 稔 - 満島真之介
- 戸口 雄平 - 池内博之

### 警視庁
- 佐伯 聖 - 鈴木浩介
- 須見 満 - 相島一之
- 石崎 左門 - 鶴見辰吾
- 森口 一郎 - 笹野高史

### その他
- 大野 千鶴 - 原田夏希
- 相沢 瑠奈 - 竹富聖花
- 海東 武 - 神尾佑
- 相沢 武彦 - 世良公則
- その他 - 青木和代、吉見幸洋、篠塚勝、佐藤義朗（日本テレビアナウンサー）、筒井巧、萩原利久、下里碧唯、本田清澄、佐藤光浩、岩永智、白畑真逸、今谷フトシ、坂本光広、井川哲也、小蔦天天、和知大佑、咲羽靖子、大河内泰至、今吉祥子、佐野実咲、鈴木利明、関根理紗、小谷けい、仲上満、原田仲乃丞、江木圭、石川ともみ、阿部岳明、中島真介

## スタッフ
- 脚本 - 酒井直行
- 脚本協力 - 谷口純一郎
- 音楽 - 吉川清之
- 主題歌 - chay「WOMAN」（ワーナーミュージック・ジャパン）[3]
- 撮影 - 迫信博、久坂保
- 照明 - 舘野秀樹
- 音声 - 澁谷誠一
- VE - 矢沢由那
- 編集 - 朝原正志
- ライン編集 - 星名隆志
- 音響効果 - 橋本正明
- MA - 山本逸美
- 技術総括 - 古川誠一
- ロケ技術 - 大和堅司
- 照明総括 - 吉松耕司
- 技術デスク - 吉野誠、島方春樹
- 美術プロデューサー - 小池寛
- デザイナー - 渡辺俊太
- 美術進行 - 高木重因
- 装飾 - 横張聡
- 装置 - 斎藤龍弘
- 持道具 - 高橋由美
- 衣裳 - 南啓太
- スタイリスト - 中井綾子
- メイク - 上村由美
- 特殊効果 - 山室敦嗣
- エフェクト - パイロテック（大宮敏明）
- タイトルデザイン - 岩頭栄一郎
- 技術協力 - NiTRo
- 美術協力 - 日テレアート
- 編集・MA - 映広
- CG - マリンポスト（田中高志）
- 宣伝 - 神山喜久子
- スチール - 宇田川健二
- 制作デスク - 大下由美
- 警察監修 - 伊藤鋼一、吉川祐二
- カースタント - SEALSファイティング（高橋昌志）
- アクションコーディネーター - 佐々木修平・FCプラン
- 車両 - ショウビズ・クリエイション
- 撮影協力 - 高崎フィルムコミッション、高崎市、東洋熱工業、群馬県達磨製造協同組合、シャロンゴスペルチャーチ前橋
- プロデューサー補 - 荻原達
- スケジュール - 野間詳令
- 制作担当 - 佐藤大樹
- 助監督 - 島添亮
- 記録 - 河野ひでみ
- 制作協力 - トータルメディアコミュニケーション
- 協力プロデューサー - 高木治男
- プロデューサー：前田伸一郎、黒澤淳
- チーフプロデューサー：神蔵克、宮崎啓子
- 演出：岩本仁志
- 製作著作：日本テレビ

## 関連商品
- DVD及びBlu-ray：2013年7月24日、バップ（VPBX-13758 / VPXX-71256）[4]
  - 当枠の前座(ナビゲーター・シネマボーイ)出演者であり、延期後の放送日が降板済みとなったことが理由でカットされ、端役で出演された加藤清史郎の出演シーンが特典映像という形でビデオスルー収録された。